# Поваренная соль
Пова́ренная соль, или пищева́я соль (хлорид натрия, NaCl; употребляются также названия хлористый натрий, каменная соль, «столовая соль» или просто «соль») — пищевой продукт, представляющий собой бесцветные кристаллы.
Соль природного (морского) происхождения почти всегда имеет примеси других минеральных солей, которые могут придавать ей оттенки разных цветов (как правило, серого, бурого, розового).
Производится в разных видах: крупного и мелкого помола, чистая, йодированная, нитритная и так далее. В зависимости от чистоты делится на сорта экстра, высший, первый и второй.

## Технологии добычи поваренной соли
- Самосадочная соль добывается из «соляных водопадов» путём природного испарения морской воды из каверн.
- Садочная соль добывается из глубин соляных озёр либо в соляных пещерных озёрах. Добыча садочной соли осуществляется в тёплый сезон в местностях с подходящим климатом путём естественного испарения садочной рапы в искусственных плоских бассейнах. В регионах с холодным климатом используется метод вымораживания.
- Каменная соль добывается методом разработки шахт. Не подвергается тепловой и водной обработке.
- Выварочная соль добывается путём выпаривания из соляных растворов (из естественных подземных рассолов или полученных методом накачивания водой через буровые скважины пластов каменной соли).

## Биологическая роль
Соль жизненно необходима для жизнедеятельности человека, равно как всех прочих живых существ. Ион хлора в соли является основным материалом для выработки соляной кислоты — важного компонента желудочного сока. Ионы натрия вместе с ионами других элементов участвуют в передаче нервных импульсов, сокращении мышечных волокон, поэтому недостаточная их концентрация в организме приводит к общей слабости, повышенной утомляемости и другим нервно-мышечным расстройствам. При этом переизбыток натрия вызывает задержку жидкости и повышение кровяного давления.
О необходимом количестве соли в рационе существуют разные данные. Всемирная организация здравоохранения рекомендует ограничивать потребление натрия 2 граммами в день для взрослых, что соответствует 5 граммам поваренной соли. Американские медики рекомендуют ограничивать потребление соли чайной ложкой в день для здоровых людей (около 6 г), или даже меньшим количеством (менее 4 г) из расчёта, что в поваренной соли содержится примерно 40 % натрия (рекомендуемое количество может увеличиваться при занятиях, связанных с тепловым стрессом, повышенным потоотделением или некоторых болезнях). При этом следует учитывать, что в это количество входит соль в полуфабрикатах, соусах, консервах и других продуктах питания, кроме того, источниками натрия могут являться и другие вещества, входящие в состав продуктов питания или пищевых добавок.
Признаками нехватки соли являются головная боль, слабость, головокружение, тошнота. Улучшение самочувствия после добавления соли в пищу, а также отличные консервационные свойства соли в эпохи, когда иные методы длительного сохранения пищевых продуктов были неизвестны, породили к ней особое отношение как к ценному продукту.
Издревле племена охотников и скотоводов удовлетворяли потребность в соли, используя в пищу мясопродукты, иногда в сыром виде. Земледельческие же народы потребляют в основном растительную пищу, бедную хлористым натрием.

## Производство
В глубокой древности соль добывалась сжиганием некоторых растений (например, орешника или других лиственных деревьев) в кострах; образовывавшуюся золу использовали в качестве приправы. Для повышения выхода соли их дополнительно обливали солёной морской водой.
Самые древние солеварни на территории Европы и Передней Азии найдены в ходе раскопок одного из первых городов в Европе — поселения Провадия-Солницата на черноморском побережье Болгарии. Данное поселение с середины VI тысячелетия до нашей эры представляло собой крупный центр производства поваренной соли; вода из местного соляного источника выпаривалась в массивных глинобитных печах куполообразной формы. К концу V тысячелетия до н. э. производство соли достигло здесь промышленных масштабов, увеличившись до 4—5 тонн.
Не менее двух тысяч лет назад добыча соли стала вестись также выпариванием морской воды. Этот способ вначале появился в странах с сухим и жарким климатом, где испарение происходило естественным путём; по мере его распространения воду стали подогревать искусственно. В северных районах, в частности на берегах Белого моря, способ был усовершенствован: пресная вода замерзает раньше солёной, а концентрация соли в оставшемся растворе соответственно увеличивается. Таким образом из морской воды одновременно получали пресную воду и концентрированный рассол, который затем вываривали с меньшими энергетическими затратами.
Также соль добывается промышленной очисткой добытого из залежей галита (каменной соли), располагающихся на месте высохших морей.

### Российский рынок соли
На начало 2006 года российский рынок соли оценивается в 3,6 млн тонн в год, по другим данным — 4,56 млн тонн, из которых 0,56 млн тонн — соль пищевого назначения, а 4 млн тонн — использование соли в промышленных целях, в основном — химических. Из иностранных поставщиков основными являются украинские и белорусские.
| Поставщик                           | Объём поставок на российский рынок, млн тонн в год |
| ----------------------------------- | -------------------------------------------------- |
| ОАО «Бассоль», Астрахань            | 1,3                                                |
| ОАО «Уралкалий», Березники          | 1,0                                                |
| ОАО «Илецксоль», Оренбург           | 0,5                                                |
| ФГУП «Тыретский солерудник», Тыреть | 0,3                                                |
| «Астрасоль», Астрахань              | 0,3                                                |
| Всего (российские производители)    | 3,2—3,5                                            |
| ГПО «Артёмсоль», Украина            | 1,0                                                |
| ПО «Беларуськалий», Беларусь        | 0,5                                                |
| ОАО «Мозырьсоль», Беларусь          | 0,1                                                |
| Всего (внешние поставщики)          | 1—1,6                                              |
| Всего                               | 4,8—5,1                                            |

### Мировой рынок соли
В 2017 году соль занимала 647-е место среди наиболее продаваемых товаров на мировом рынке, с объёмом 2,39 млрд долл. США.
Крупнейшими экспортёрами соли в 2017 году были Австралия (308 млн долл.), Нидерланды (283 млн долл.), Индия (272 млн долл.), Германия (221 млн долл.) и Мексика (151 млн долл.); крупнейшими импортёрами — Япония (242 млн долл.), Китай (212 млн долл.), Германия (173 млн долл.) и Индонезия (167 млн долл.).
Доля России в мировом экспорте соли — 0,3 % (7,14 млн долл.), в импорте — 3,7 % (89,2 млн долл.).

## Применение

### Пищевой продукт
В приготовлении пищи соль употребляется как важная специя. Соль имеет хорошо знакомый каждому человеку характерный вкус, без которого пища кажется пресной. Такая особенность соли обусловлена физиологией человека, но люди зачастую потребляют соли больше, чем необходимо для физиологических процессов.
Соль обладает слабыми антисептическими свойствами; содержание соли в количестве 10—15 % предотвращает развитие гнилостных бактерий, что служит причиной её широкого применения в качестве консерванта пищи и иных органических масс (кожи, древесины, клея).
В настоящее время существует множество экзотических сортов соли: копчёная французская, четверговая соль, чёрная лавовая, гималайская чёрная кала намак и санчал, перуанская розовая, гималайская розовая (добывается вручную в горах Гималаи, в основном в Пакистане и пр.); в некоторых ресторанах (например, в таиландском курортном Пхукете) существует даже специальность «солевой сомелье».
В соли, поступающей в продажу, содержание хлорида натрия составляет от 97 % (второй сорт) до 99,7 % (экстра), остальная доля приходится на различные примеси (сульфат натрия, хлорид калия и др.), а также добавки. Чаще всего добавляют йодиды и карбонаты, а в последние годы — фториды. Добавка фторидов используется для профилактики зубных заболеваний. С 1950-х годов добавлять фторид в соль стали в Швейцарии.

#### Злоупотребление солью
По данным Всемирной организации здравоохранения, систематический приём избыточного[сколько?] по сравнению с физиологической нормой количества соли приводит к повышению кровяного давления и, как следствие, — к разнообразным болезням сердца и почек, раку желудка и остеопорозу.
Всемирная организация здравоохранения установила физиологическую норму для одного человека в размере 5 граммов соли в день. В Европе и США, однако, средний житель потребляет около 10 граммов. Во многих странах Европы и штатах США развёрнуты программы по разъяснению губительных последствий злоупотребления солью. В Англии принят закон, требующий сообщать на этикетках пищевых продуктов о содержании в них соли.
В Финляндии удалось снизить потребление соли на треть, благодаря чему смертность от инсультов и инфарктов уменьшилась на 80 %.
Исследования, которые проводились в европейских странах, показали, что в период беременности женщина должна потреблять обычное количество соли. Злоупотребление солью может привести к ослаблению системы кровообращения, гипертонии, но и недостаток соли вреден. Сильное ограничение в соли может вызвать отёки, оказать негативное влияние на развитие почек у будущего ребёнка, что может спровоцировать гипертонию в будущем.
В США продаются различные продукты, рекламируемые как «соль с пониженным содержанием натрия» (англ. low sodium salt). Уменьшение содержания натрия достигается за счёт снижения количества поваренной соли на единицу объёма. Один из вариантов производства — частичное замещение хлорида натрия другими химическими соединениями, такими как хлорид калия или магния. Другой вариант — изменение исходной кристаллической структуры соли («снежинки» вместо характерных призм), в результате чего её объёмная плотность уменьшается (0,76 г/см³ против 1,24 г/см³ у «обычной» соли), и одна ложка продукта содержит соли на треть меньше.

#### Бессолевая диета
Бессолевая диета применяется только в лечебных целях и проводится под наблюдением специалиста. Она назначается при заболеваниях почек и мочевыводящих путей. В ходе диеты может происходить снижение веса за счёт потери воды как следствие уменьшения концентрации соли в организме. Бессолевую диету не следует назначать себе самостоятельно.

### Химическая промышленность
Поваренная соль используется в промышленности для получения соды, хлора, соляной кислоты, гидроксида натрия и металлического натрия.

### Противообледенительный реагент
Соль, будучи смешанной со льдом (в том числе в форме снега), вызывает его таяние (плавление) при температуре ниже 0 °C. Температура кристаллизации (замерзания) образующегося при этом водно-солевого раствора тем ниже, чем выше содержание (концентрация) соли в нём. Это свойство соли используется для очистки дорог от льда и снега.

## Культурное значение соли в России
Существует аломантия — гадание с помощью соли.
Известно, что, уходя из таёжного приюта, охотники непременно оставляют спички и соль для случайных путников.
На Руси среди православных было принято в Страстной четверг готовить так называемую «четверговую соль» — крупную соль смешивали с квасной гущей или мякишем ржаного хлеба и перекаливали на сковороде, после чего толкли в ступе. Четверговую соль употребляли с пасхальными яйцами и некоторыми другими блюдами.

## В геральдике
- Герб Бахмута — алхимический знак соли
- Герб Соледара
- Проект герба Артёмовска (Кёне) — три кристалла соли
- Герб Солигалича — три ступки соли
- Герб Сольвычегодска — две ступки соли
- Герб Энгельса
- Герб Усолья-Сибирского
- Герб Дрогобыча
- Новый герб Соликамска
- Герб Березников
- Герб Ахтубинска
- Флаг муниципального образования «Посёлок Нижний Баскунчак»
- Герб Старой Руссы 1781 года
- Старая Русса. Герб с изображением солеваренной печи, на которой варится соль
- Герб Моршина
- Герб села Шоломынь, Львовской области